# District de Lai Vung
Lai Vung est un district de la province de Đồng Tháp, Mékong, Vietnam.

## Localités
- Ville à niveau de Tân Thành